# Eremiaphila irridipennis
Eremiaphila irridipennis es una especie de mantis de la familia Eremiaphilidae.

## Distribución geográfica
Se encuentra en Egipto y la India.